# 毛爾特菲

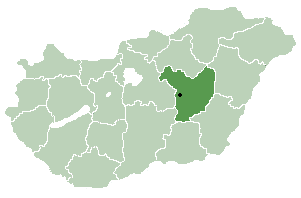

毛爾特菲是匈牙利的城鎮，位於該國中部，距離首府索爾諾克18公里，由亞斯-瑙吉孔-索爾諾克州負責管轄，面積23.08平方公里，2011年人口6,521，其中約三成居民信奉天主教。

## 友好城市
- 波蘭圖胡夫
- 羅馬尼亞特烏齊默蓋勒烏什

47°1′1.20″N 20°17′2.40″E / 47.0170000°N 20.2840000°E